# Revelation Zero (Part 1)
«Revelation zero (Part 1)» es el undécimo episodio de la primera temporada de la serie de televisión FlashForward, de la cadena ABC. Fue escrito por los guionistas Seth Hoffman y Marc Guggenheim y dirigido por John Polson. Fue transmitido en Estados Unidos el 18 de marzo de 2010.

## Argumento
Mark se ve obligado a visitar a un terapeuta cuando es suspendido por el FBI, mientras que Demetri suma un nuevo compañero en su búsqueda por Lloyd.
- Datos: Q7317831